# Demenza a corpi di Lewy
La demenza a corpi di Lewy (in inglese Dementia with Lewy bodies o DLB) è una malattia neurodegenerativa, una forma di demenza simile alla malattia di Alzheimer, ma con esordio più precoce, e correlata spesso a quella di Parkinson e a sindromi parkinsoniane, anche se a volte la demenza parkinsoniana pura, che insorge in alcuni malati, può essere distinta (tuttavia lo stretto legame ha cominciato a emergere solo negli ultimi anni).

## Demenza da corpi di Lewy e demenza parkinsoniana
Contrae rapporti stretti, ma non completamente chiariti con la malattia di Parkinson, con cui ha in comune alcuni aspetti anatomopatologici: infatti si definiscono corpi di Lewy dei depositi anomali di proteina fibrillare che si formano nelle cellule nervose e si localizzano prevalentemente nei nuclei del tronco encefalico (m. di Parkinson) e della corteccia cerebrale (demenza a corpi di Lewy).
Questa malattia ha in comune con il Parkinson anche alcuni aspetti clinici, come i tremori e i disturbi del movimento, e oggi si ritiene che le forme di Parkinson associate a (o evolute in) demenza (PDD: Parkinson Dementia Disease) dopo circa 15 anni, non siano che demenze a corpi di Lewy esordite con parkinsonismo. La demenza da corpi di Lewy è il terzo tipo di demenza più comune e si sviluppa solitamente in pazienti con più di 60 anni. Circa il 40% dei pazienti con Parkinson sviluppa la demenza parkinsoniana, più frequentemente dopo i 70 anni.

## Anatomia patologica
È anatomicamente caratterizzata, come la malattia di Parkinson, dalla presenza di corpi di Lewy, costituiti da aggregati di α-sinucleina e di ubiquitina che si accumulano nei neuroni e che sono rinvenibili nelle biopsie post mortem. La causa è spesso idiopatica.

## Clinica
La sintomatologia, molto varia, è caratterizzata da grandi variazioni dello stato d'attenzione e d'allerta, con fluttuazioni di giorno in giorno e addirittura di ora in ora, disturbi cognitivi, ricorrenti allucinazioni visive (minori nella demenza parkinsoniana tipica), e caratteristiche motorie del Parkinson.
Dal punto di vista clinico gli aspetti salienti della malattia sono il decadimento cognitivo (con problemi di memoria, demenza semantica e aprassia) caratteristicamente fluttuante (non stabile e progressivo come nell'Alzheimer, almeno nelle prime fasi), le allucinazioni visive (che spesso segnano l'esordio della malattia), i disturbi dell'umore (specialmente depressione) e altri sintomi neuropsichiatrici (delirio, paranoia, ansia, panico, mentre manca invece la disinibizione tipica delle demenze frontotemporali, anche se può essere presente l'iperoralità, proprio come nel Parkinson). In seguito compaiono i tipici disturbi del movimento indistinguibili dal Parkinson: tremore a riposo, solo a volte cinetico, camptocormia (posizione flessa in avanti), festinatio (andatura parkinsoniana secondo il tratto di Gowers), rigidità, amimia, disartria, passo strascicato; tali disturbi sono spesso più marcati e invalidanti che nel Parkinson, e appaiono più tardi.
I pazienti spesso sono soggetti anche a ipercatabolismo che, se non trattato, può portare a dimagrimenti improvvisi e drastici.
Sono frequenti i disturbi del sonno (dissonnie e parasonnie), sia insonnia sia ipersonnia: molti pazienti hanno problemi di comportamento nel sonno e manifestano reazioni fisiche, a volte pericolose per sé e per altri.
Il sistema nervoso autonomo può disregolare le funzioni interne (disautonomia), come la pressione arteriosa e la temperatura: possono verificarsi svenimenti, iperidrosi (sudorazione eccessiva) e anidrosi (assenza di sudorazione), xerostomia (secchezza delle fauci), incontinenza o ritenzione urinaria, e stipsi.

## Terapia
Come altre demenze, è degenerativa e inguaribile. Sono utilizzati i farmaci tipici per il Parkinson, gli antipsicotici, gli antidepressivi e quelli usati per la malattia di Alzheimer.
Al momento attuale, l'aspettativa di vita stimata per i pazienti affetti da questa demenza progressiva è di circa 8 anni dall'esordio (come nel Parkinson a causa della rigidità, dell'atrofia da disuso, della disfagia e dei conseguenti problemi respiratori, anche se può variare a seconda del fenotipo del paziente). Alcuni pazienti vivono meno di 6 anni, altri superano i 12 anni dalla diagnosi.